# Journal de confinement
Un journal de confinement ou journal du confiné est un ensemble qui relate l'expérience du confinement vécu par son auteur lors de la pandémie de Covid-19,,.

## Littérature
En mai 2021, parait Éloge du Cygne de David Chapon chez Tohubohu éditions et Renaud Delourme, roman qui traite de la pandémie au moment de la première vague en France, à travers une héroïne médecin en première ligne et un narrateur confiné chez lui. Le roman prend la forme d'un journal de confinement daté. Le texte est d'abord mis en ligne gratuitement sur internet en mai 2020,, avant d'être publié l'année suivante. Il est notamment étudié dans le cadre du projet Corona Fictions mené par l'Université de Graz. 